# Lunca (Botoșani)
Pour les articles homonymes, voir Lunca.
Lunca est une commune du județ de Botoșani en Roumanie.